# Zinaïda Hippius
Pour les articles homonymes, voir Hippius.
Zinaïda Hippius (en russe : Зинаи́да Никола́евна Ги́ппиус, Zinaïda Nikolaïevna Guippious ), épouse Merejkovskaïa (Мережко́вская), née le 8 novembre 1869 (20 novembre dans le calendrier grégorien) à Beliov (Gouvernement de Toula, Empire russe), morte le 9 septembre 1945 à Paris, est une poétesse, critique littéraire, dramaturge et écrivaine russe.
Elle forme avec son mari Dimitri Merejkovski un couple littéraire original et prolifique qui marque le Siècle d'argent de l'histoire de la littérature russe. Elle est considérée comme une théoricienne du symbolisme russe.

## Biographie

### Les premières années
Fille d'un haut fonctionnaire de la justice russe allemand, elle reçoit une éducation à demeure avec des gouvernantes, déménageant d'une ville à l'autre au gré des nominations de son père. Elle écrit à l'âge de sept ans ses premiers vers et régulièrement à partir de onze ans. Son père meurt de tuberculose en 1881 et la famille (sa veuve, Zinaïda et ses trois sœurs cadettes, ainsi que la mère du défunt et une de ses sœurs non mariée) déménagent à Moscou, où la fillette suit des cours au gymnasium Fischer. Mais on lui décèle un début de tuberculose et elle part s'installer avec sa mère et ses sœurs à Yalta.
Elle y découvre l'amour de la littérature et les promenades à cheval. En 1885, sa mère l'envoie à Tiflis chez son frère Alexandre Vassilievitch Stepanov. Elle passe aussi des séjours agréables dans sa villa de Borjom, où elle s'adonne à la poésie, aux soirées dansantes, à la joie de vivre. Son oncle meurt deux ans plus tard et la jeune fille reste dans le Caucase avec sa mère. Elle y fait la connaissance en 1888 de l'écrivain Dimitri Merejkovski qui venait de faire paraître son premier livre de poésie et qu'elle épouse quelques mois plus tard le 8 janvier 1889 au cours d'une cérémonie religieuse que le couple a voulu très simple. Elle a dix-neuf ans.

### Les débuts en littérature

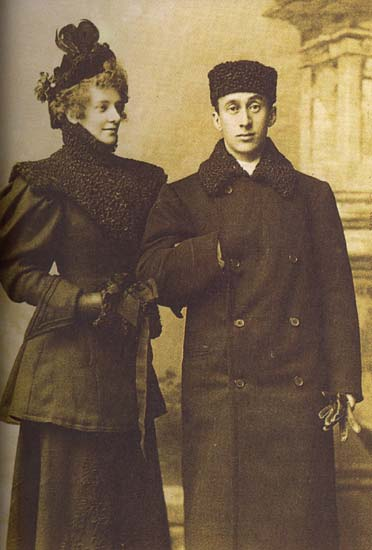
Zinaïda Hippius et le critique littéraire Akim Volynski.

Elle partage les opinions de son mari empreintes de religiosité. Le jeune ménage va jouer un rôle déterminant dans l'esthétique du Siècle d'argent. Au début, ils font un pacte : elle écrira en prose et lui en vers. Quelque temps plus tard, elle traduit en Crimée le Manfred de Byron mais sans succès et Merejkovski rompt lui-même le pacte en décidant d'écrire un roman inspiré de la vie de l'empereur romain Julien. Dès lors ils écrivent en prose ou en vers indifféremment.
Merejkovski fait connaître à sa femme ses nombreux amis littérateurs pétersbourgeois dont Plechtcheïev, charmé par cette jeune femme de vingt ans, ou bien Polonski, Maïkov, ou Grigorovitch qui gravitent autour de la revue littéraire Le Messager du Nord. Zinaïda Hippius se rapproche également du jeune poète Nikolaï Vilenkine et du critique Akim Volynski. Le Messager du Nord est orienté vers les nouveaux mouvements de l'époque, du positivisme à l'idéalisme. Il accueille les premiers essais de la jeune femme qui assiste à nombre de soirées littéraires, conférences, etc. Elle se lie avec la famille Davydov dont l'épouse édite le mensuel Le Monde divin, écoute les participants du cercle shakespearien de Spasowicz, devient membre de la Société russe de littérature. Deux poésies sous la signature Z. H. paraissent en 1888 dans Le Messager du Nord, empreintes de mélancolie et du pessimisme de la fin des années 1880, sous l'influence de Sémion Nadson, jeune poète mort en 1887.
Elle fait ses débuts en prose dans Le Messager de l'Europe en 1890 avec Une vie simple. Suivent dans ces revues et d'autres des nouvelles telles que Deux cœurs, À Moscou (1892), ses romans Sans talisman, Les Vainqueurs, Les Vaguelettes, etc. Plus tard, l'Encyclopédie Brockhaus et Efron y remarque l'influence de John Ruskin, de Nietzsche ou de Maeterlinck. Zinaïda Hippius rassemblera ensuite la prose de ses débuts en deux livres, Des nouvelles personnes (Saint-Pétersbourg, 1896) et Les Miroirs (Saint-Pétersbourg, 1898).
Le couple Merejkovski voyage en 1891-1892 en Europe du Sud pour soigner la santé fragile de Zinaïda Hippius. Ils y rencontrent Tchekhov et Souvorine qui les accompagnent un temps, s'arrêtent à Paris chez Plechtcheïev et se reposent à Nice, où ils font la connaissance de Dimitri Philosophoff qui deviendra plus tard leur disciple et « protégé ». Zinaïda Hippius raconte dans ses Mémoires l'impression de bonheur que lui procure alors l'Italie. Suit une intense période de production poétique dont Les Initiations avec la célèbre strophe : « je m'aime comme Dieu » («Люблю я себя, как Бога»).

### Les années symbolistes

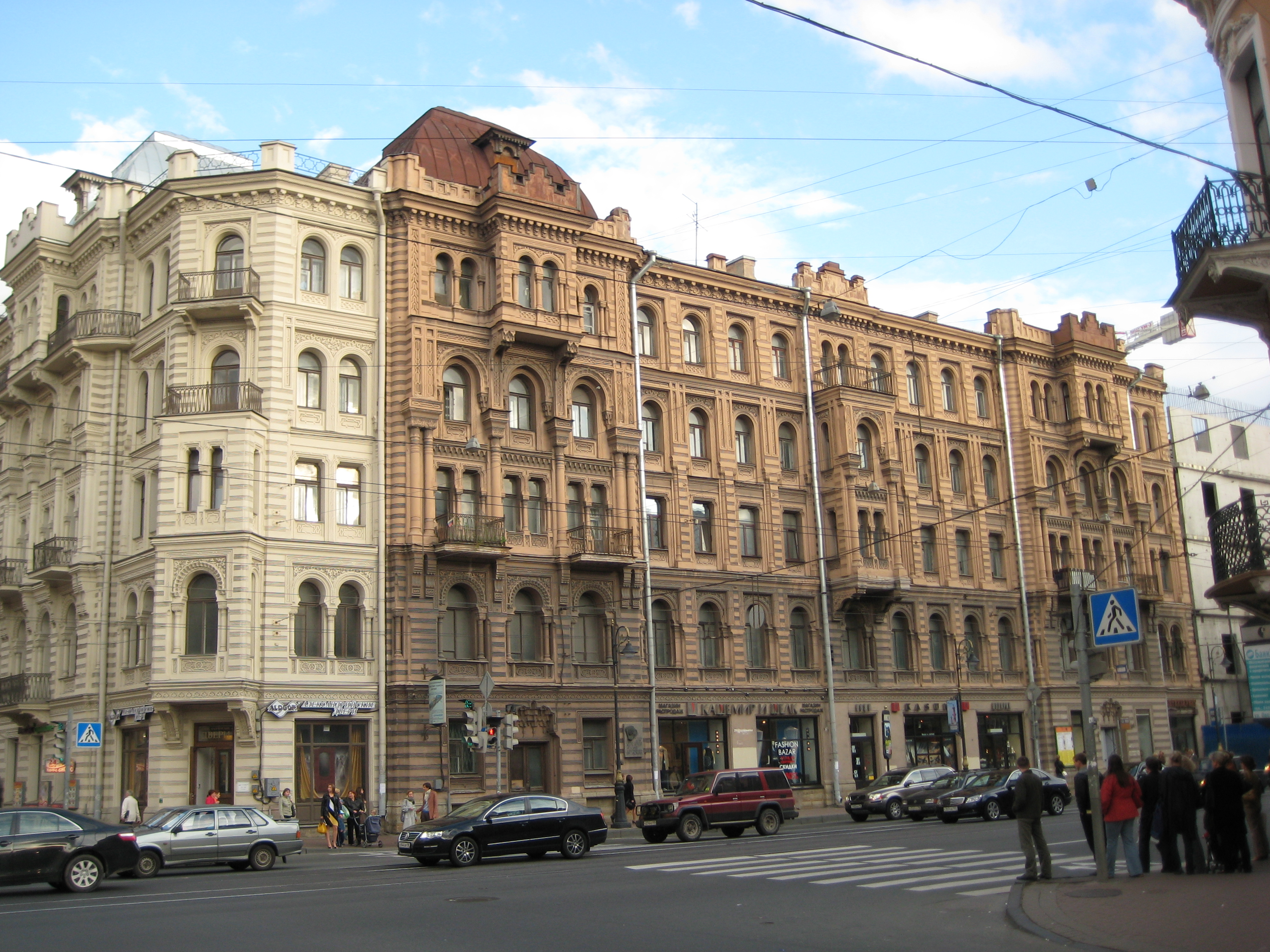
L'immeuble Mourousi à Saint-Pétersbourg où se trouvait l'appartement des Merejkovski.

L'appartement des Merejkovski, qui se trouve perspective Liteïny, devient l'un des foyers importants de la société philosophico-religieuse et mondaine de Saint-Pétersbourg et le passage obligé de tout jeune littérateur ou penseur qui veut se faire connaître. La plupart appartiennent au mouvement symboliste. Les jeunes poètes qui sont réunis par la maîtresse des lieux doivent se soumettre à son jugement acéré qui porte haut la vérité et la beauté de cet art, tout en reconnaissant que ce lieu est une oasis spirituelle de la capitale. Andreï Biély reconnaît qu'« ici c'est vraiment le règne de la culture et que tous y ont appris quelque chose à un moment donné. » Selon le poète acméiste Gueorgui Adamovitch, Zinaïda Hippius « était l'inspiratrice, l'instigatrice, la conseillère, la correctrice, la collaboratrice d'écrits étrangers entre eux, le centre de réfraction et de croisement de rayons de lumière dissemblables. »
Son salon frappait, attirait, repoussait et de nouveau attirait des écrivains partageant les mêmes canons de pensée, tels qu'Alexandre Blok (avec qui Zinaïda Hippius entretient des relations d'amitié changeantes et difficiles), Andréï Biély, Vassili Rozanov ou Valéri Brioussov.
Dans les années 1899-1901, elle se rapproche du milieu de Serge de Diaghilev qui se regroupe autour de la revue Mir Iskousstva où elle publie ses premiers articles de critique littéraire sous des pseudonymes masculins. Elle prêche l'esthétique du symbolisme et de ses idées philosophiques dont elle jette les bases. Après Mir Iskousstva, elle devient critique à la revue La Nouvelle Voie («Новый путь»), dont elle est en fait la rédactrice, ainsi que dans d'autres revues ou journaux, tels que La Nouvelle Parole, L'Instruction, La Nouvelle Vie, Les Sommets, La Pensée russe, etc. Entre 1910 et 1914, elle publie également dans des quotidiens, comme Le Matin de la Russie, Le Discours, La Parole, etc. Elle rassemble ses meilleurs articles critiques dans un livre intitulé Journal littéraire, publié en 1908. Dans l'ensemble, Zinaïda Hippius considère d'un point de vue négatif la situation de la culture artistique russe de son époque, qu'elle relie à la crise des fondements de la vie provoquée par l'éloignement des critères religieux et à l'effondrement des idéaux sociétaux du siècle précédent. L'artiste pour elle a vocation de « rechristianiser » la vie. Son idéal spirituel et littéraire se trouve dans l'art et la littérature qui mènent à la prière, à la compréhension de Dieu. Cette conception est à l'opposé de celle de proches de Maxime Gorki et en général de la littérature orientée vers la tradition du réalisme classique.
C'est au début du XXe siècle que Merejkovski et Hippius développent des représentations originales et propres de la liberté, de la métaphysique de l'amour, ainsi que des vues néo-religieuses liées avant tout à ce qu'on appelait alors le Troisième Évangile. Le maximalisme spirituel et religieux de Merejkovski qu'il exprime dans la conscience de son « rôle providentiel - non seulement dans le destin de la Russie, mais dans celui de l'humanité » atteint son apogée au début des années 1900. Zinaïda Hippius écrit dans son article Le Pain de la vie (1901) : « Il faut que nous ayons le sens de la responsabilité envers la chair, ainsi que le pressentiment de la liberté envers l'esprit, envers la religion. Quand la vie et la religion convergent, s'unifient en quelque sorte, notre sens de la dette touche inévitablement à la religion, fusionnant avec le pressentiment de la Liberté (...), c'est ce que nous a promis le Fils de l'Homme : Je suis venu pour vous rendre libres. ».
Au début Zinaïda Hippius est sceptique envers les nouvelles idées de son mari, idées teintées d'un certain cléricalisme. Elle se souvient d'abord de conversations du soir qui en 1899 mènent à des disputes stériles et puis peu à peu se rallie à ses idées qu'elle régénère en ayant en vue la Russie elle-même. Lioubov Gourevitch note non sans malice que Zinaïda Hippius est en train d'écrire le catéchisme d'une nouvelle religion et qu'elle dogmatise. En tous les cas, elle tente de rénover les conceptions de l'Église et avant tout — puisant dans sa propre histoire — Zinaïda Hippius travaille à ce qu'elle appelle l'obligation d'éliminer la dichotomie entre l'esprit et la chair. Il faut sanctifier la chair et la purifier, mais en abolissant l'ascétisme chrétien, et rapprocher la religion et l'art.

### 1905-1908
La fusillade du 9 janvier 1905 qui va aboutir à la révolution bouleverse la vie et les activités littéraires de Zinaïda qui jusqu'alors considérait que les questions socio-politiques du moment se trouvaient en dehors de sa sphère d'intérêt. Le couple se met résolument dans l'opposition et voit dans l'autocratie une origine antéchristique. Ils partent en 1906 pour Paris, où ils louent un appartement décidant de respirer un certain air de liberté pendant deux ans et demi. Ils publient des brochures dénonçant le système autocratique russe, écrivent des articles en français dans le même sens, se rapprochent de certains SR en exil, dont Ilia Fondaminski et Boris Savinkov. Zinaïda Hippius « a son jour », c'est-à-dire qu'elle reçoit à jour fixe le samedi. De vieux amis viennent comme Nikolaï Minski et Constantin Balmont et beaucoup d'autres. Ces années parisiennes sont des années de travail intense pour le couple. Merejkovski travaille à une œuvre historique, sa femme écrit des articles et des poèmes, tout en envoyant des articles en Russie. Elle fait publier en 1906 à Paris L'Épée pourpre et en 1908 à Paris et à Saint-Pétersbourg une pièce dramatique La Couleur du pavot, dont les héros sont des révolutionnaires russes des différents mouvements qu'elle a pu étudier à Paris.

### 1908-1916

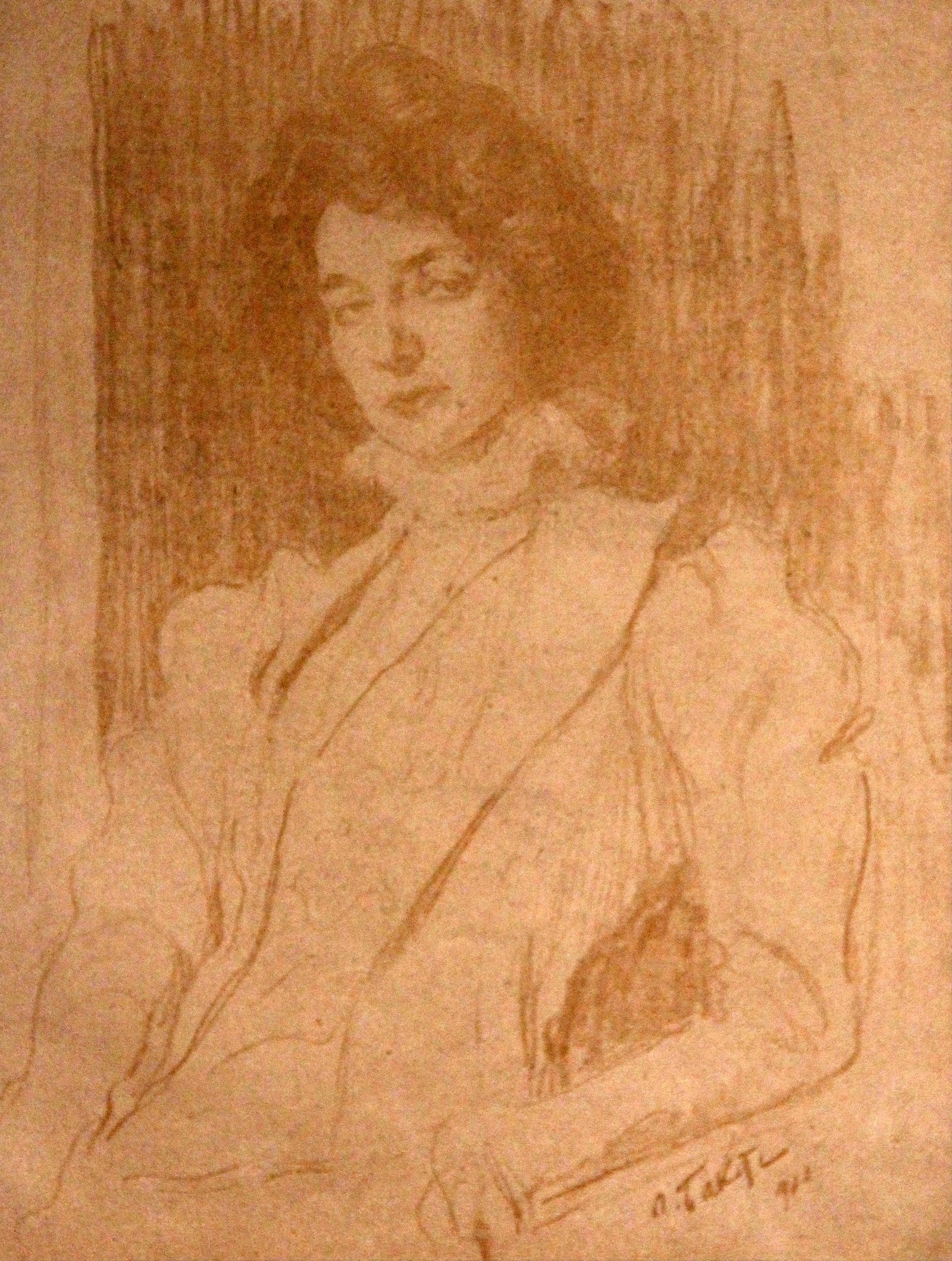
Portrait de Zinaïda Hippius par Léon Bakst (1910).

Les époux retournent en Russie en 1908, mais la santé de Zinaïda s'altère ce qui l'oblige à de réguliers séjours courts en France. Ils achètent en 1911 au cours d'un de ces séjours à Paris un petit appartement au 11bis avenue du Colonel-Bonnet à Passy dans le 16e arrondissement. Ils redonnent vigueur aux réunions de la Société philosophico religieuse à partir de 1908 à Saint-Pétersbourg, mais il n'y a presque plus de clerc à y participer et les disputes sont fréquentes. Avec l'écrivain Dimitri Philosophoff, ils forment un « ménage à trois » qui fait scandale à l'époque et écrivent de nombreux essais.
En 1910, la poétesse publie le livre 2 qui regroupe ses poésies de 1903-1909. À cette époque ses poèmes sont traduits en français et en allemand. Elle publie également en français Le Tsar et la Révolution (1909) avec Merejkovski et Philosophoff qui paraît à Paris et à Saint-Pétersbourg et des articles sur la poésie russe dans le Mercure de France, puis son dernier recueil de récits en prose Les Fourmis lunaires (1912), ainsi qu'une trilogie romanesque non achevée Le Pantin du diable (tome I) et Roman le tsarévitch (tome III) qui reçoivent un mauvais accueil des intellectuels de gauche.
Le couple était résolument opposé à l'entrée en guerre de la Russie, Hippius a écrit des poèmes à ce sujet.

### La Révolution
À la fin de l'année 1916, les Merejkovski se reposent dans la ville d'eau caucasienne de Kislovodsk et retournent à Pétrograd en janvier. Comme son mari, elle accueille avec faveur la chute du régime impérial (la Révolution de février). Leur nouvel appartement de la rue Serguievskaïa devient le foyer d'intenses discussions politiques, où l'on commente les décisions de la Douma. Ils considèrent que la guerre se termine et que commence le règne de la liberté avec la réalisation du Troisième Évangile auquel ils avaient travaillé par leurs publications. Le Gouvernement provisoire leur est proche et ils reçoivent Kerenski. Cependant leur opinion change. Ainsi Zinaïda Hippius écrit-elle dans ses Mémoires :

« Tous les hommes de Kerenski étaient conscients (et cela avait mené au sang) qu'ils étaient « de gauche » et qu'ils n'avaient qu'un seul ennemi, « la droite ». La révolution s'est poursuivie, bien qu'il ne l'aient pas faite, et les hommes de gauche se sont enthousiasmés. Mais comme des souris au cellier, où il n'y a déjà plus de chat, ils continuaient à la craindre et la gauche continuait à craindre la droite, seulement elle. Ils ne considéraient qu'un seul danger. Soit dit en passant, la révolution n'a pas juste eu lieu en 1917. Elle n'a pas eu lieu factuellement à cette époque. Ils n'avaient pas peur des bolchéviques, puisque c'étaient aussi des gens de gauche. Ils ne croyaient pas que les marxistes accèderaient au pouvoir, mais ils essayaient en quelque sorte de les imiter, sans remarquer que les bolchéviques s'étaient déjà emparé de leurs slogans pour aller à la victoire et recouraient à eux de manière bien plus intelligente. Ainsi de « la terre au peuple », de l'assemblée constituante, du monde commun à tous, de la république, de toute sorte de libertés, etc. »

Elle voue finalement aux bolchéviques (la révolution d’Octobre) une haine absolue ainsi que l'atteste son singulier Journal sous la terreur.
Elle était surnommée par Léon Trotski « la Sorcière ».

### Les années d'émigration

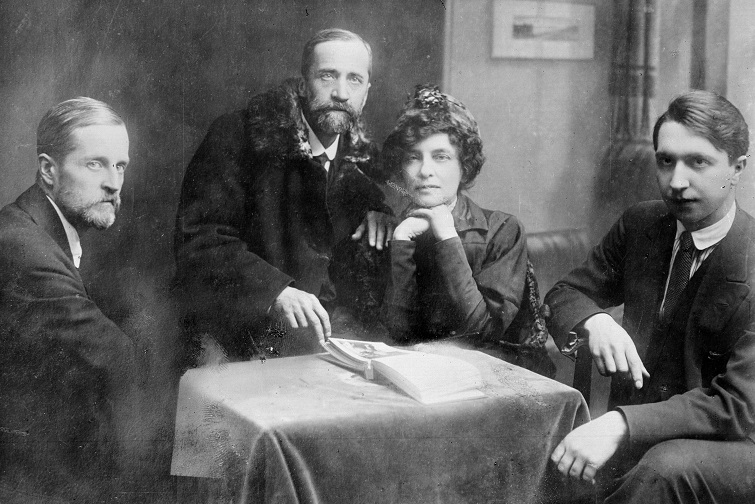
De g. à dr. Philosophoff, Merejkovski, Z. Hippius et Zlobine (vers 1920)

Les Merejkovski émigrent en 1920 ; après un court séjour en Pologne, ils s'établissent à Paris pour y demeurer jusqu’à la fin de leurs jours. Ils s'installent dans l'appartement dont ils sont propriétaires avenue du Colonel-Bonnet et débutent une nouvelle existence d'émigrés, écrivant avec ardeur. Elle poursuit la rédaction de son Journal et correspond avec les lecteurs et les éditeurs de Merejkovski. Nina Berberova se souvient d'eux dans ses Mémoires et de leur dialogue : Zina, qu'est-ce qui t'est le plus cher : la Russie sans liberté ou la liberté sans Russie? - Elle réfléchit une minute - La liberté sans Russie... parce que je suis ici et non là-bas. - Je suis ici aussi et non là-bas, parce que la Russie sans liberté est impossible pour moi, mais... - Et il reste pensif sans regarder personne - En quoi est-ce que j'ai proprement besoin de la liberté s'il n'y a pas de Russie? Que devrais-je faire de cette liberté sans Russie?
Elle fonde « la Lampe verte » (ru), cercle philosophico-littéraire qui se réunit dans leur appartement les dimanches entre 1927 et 1939 et qui comprend des auteurs ayant pour vocation de conserver la culture russe à l'extérieur des frontières de l'URSS dans un esprit de liberté de conscience et de parole disparu de la Mère-Patrie. Si elle était fondée sur la culture humaniste et libérale, elle n'en était pas moins non exempte de conflits internes.
En septembre 1928, les Merejkovski sont invités par le roi Alexandre Ier de Yougoslavie à la première assemblée des écrivains russes de l'émigration qui se tient à Belgrade. Ils participent à des conférences et lectures publiques organisées par l'Académie de Yougoslavie. Ils donnent également une série de conférences en Italie en 1932 à propos de Léonard de Vinci qui rencontrent un vif succès. Ils y demeurent trois ans (avec de brefs retours à Paris), car l'atmosphère à Paris était à une certaine russophobie après l'attentat de Paul Doumer. C'est une période de grand pessimisme pour la poétesse.
Son idéalisme métaphysique ne semble pas concorder avec le pragmatisme matérialiste de cette époque d'avant-guerre. Elle qualifie le pacte de non-agression du 23 août 1939 entre l'Allemagne du Troisième Reich et l'URSS d'« incendie dans une maison de fous ». Elle décide de publier La Revue littéraire («Литературный смотр») qui paraît quelques mois plus tard afin notamment de mettre en garde la jeune génération de l'émigration russe parfois trop influencée de ces nouvelles idées, ce qu'elle souligne dans son article L'Expérience de la liberté. Ils sont épouvantés par l'invasion de l'URSS par Hitler. Zinaïda Hippius déclare: « c'est la fin ! ».
Leurs dernières années sont vécues dans une certaine gêne. Son dernier secrétaire V. Zlobine, qui vivait dans l'appartement, lui ferme les yeux. Ses derniers mots dans son Journal la veille de sa mort sont : « Je vaux bien peu. Comme Dieu est sage et juste ! »
Elle est enterrée au cimetière russe de Sainte-Geneviève-des-Bois (Essonne) auprès de son mari. Un petit groupe de personnes assiste à l'enterrement. Bounine, qui ne se déplace jamais à une telle cérémonie d'habitude, détestant les cimetières, est présent pour lui marquer son respect.

## Famille
Zinaïda Hippius descend d'un ancêtre du Mecklembourg, Adolphus von Hingst installé dans la sloboda allemande à côté du kremlin de Moscou, où il ouvre une librairie en 1534 et change son nom en Hippius et ses descendants finissent par se russifier. Elle a trois sœurs cadettes :
- Anna (dite Assia), née en 1872, devenue médecin et qui émigre en 1919 où elle publie des ouvrages à thème historico-religieux (Saint Tikhon de Zadonsk, 1927)
- Tatiana, née en 1877 et morte en 1957, devenue peintre (portrait de Blok, 1906)
- Natalia, née en 1880 et morte en 1963, devenue sculptrice.

Ses deux plus jeunes sœurs, restées en Union soviétique, sont arrêtées et déportées. Après leur libération, elles ont travaillé au musée des Beaux-Arts de Nijni Novgorod comme restauratrices d'œuvres d'art.

## Œuvres
- Le Pantin du diable, 1910
- Le Tsar et la Révolution, 1907 (avec Philosophoff et Merejkovski)
- Le Règne de l'Antéchrist, 1922 (avec Philosophoff et Merejkovski)
- Le Sang divin, pièce de théâtre fantastique, trad. A. Dizerini, présentation Viktoriya et Patrice Lajoye, 2014, Lulu.com
- Petrograd An 1919 suivi de Lettre aux écrivains du monde, traduit du russepar Sophie Benech, Interférences, 2003
- Journal sous la terreur, traduit par M. Gourg, O. Melnik-Ardin, I. Sokologorski, Éditions du Rocher, 2006
- Le Cornouiller de montagne (Tiré des mémoires d'I.L. Martynov), in Amours d'été : trois nouvelles russes, traduction, préface et notes d'Alexander Kazakevich, Éditions Pocket, 2020